# 太田隆文
太田 隆文（おおた たかふみ、1961年 - ）は、和歌山県田辺市出身の日本の映画監督・脚本家。

## 来歴
- 4歳のとき和歌山市へ引っ越し、その後も日本国内を転々とする。1985年にアメリカの南カリフォルニア大学映画科へ留学し、ハリウッド式の映画作りを学ぶ。
- 帰国後、1995年にハリウッド制作時代劇『GAI-JIN・開国』（米NBC）にスタッフとして参加する。同年、水野美紀主演のユーモア・ミステリー『アルティメット・クライシス』で脚本家デビューする。その後、『女子高生コンクリート詰め殺人事件』などを担当する。
- 1998年、連続テレビドラマ『風の娘たち』で監督デビューする。その後、モーニング娘。のドキュメンタリーなどで活躍、「若い女の子をいきいきと描く」と高い評価を得る。
- 2003年には大林宣彦監督の『理由』のドキュメンタリーを担当する。他にも『怪談新耳袋』などを手がけ、ホラー演出で評価される。
- 2001年より、自らプロデュサーとなり製作費を集め、6年がかりで故郷の田辺市を舞台にした青春ファンタジー映画『ストロベリーフィールズ』を監督する。
- 2006年、『ストロベリーフィールズ』が公開され、劇場映画デビューを果たす。同作品は和歌山、東京、名古屋、大阪、札幌、福井で公開され、カンヌ映画祭のフィルムマーケットでも上映された。その後、出演者の谷村美月、佐津川愛美らメイン俳優4人もブレイクし、新人女優発掘監督としても注目を浴びる。
- 2007年、地元の和歌山県から、きのくに芸術賞を受賞する。
- 2010年、4年がかりで青春映画『青い青い空』を製作、監督する。ロケ地の浜松市で10月に公開、3ヶ月を超えるロングランとなり、2万人が劇場に足を運んだ。
- 2011年3月、『青い青い空』東京公開。4月、ロサンゼルスで開催されたジャパン・フィルム・フェスティバルで上映。
- 2013年9月、『朝日のあたる家』全国公開[2]。
- 2014年、『向日葵の丘・1983年夏』撮影（2015年夏公開）[3]

## 監督作品

### 映画
- 「ホラ! 天使がやって来た!」（どりいむ・めいかあFILM、1982年） 監督、脚本
- 「バイバイ・ミルキー・ウェイ」（1983年）監督、脚本
- 「ストロベリーフィールズ」（製作委員会、2006年） 監督、脚本、編集
- 「青い青い空」（製作委員会、2010年） 監督、脚本、編集、製作
- 「朝日のあたる家」（2013年） 監督、脚本、編集、製作
- 「向日葵の丘 1983年夏」（2015年）監督、脚本、編集、製作
- 「明日にかける橋　1989年の想い出」（2018年）監督、脚本、編集、プロデューサー
- 「ドキュメンタリー沖縄戦 知られざる悲しみの記憶」（2020年）監督
- 「乙女たちの沖縄戦」（2022年）監督　※松村克哉監督と共同監督
- 「沖縄狂想曲」（2024年）監督、プロデューサー

### テレビドラマ
- 風の娘たち（テレビ東京、1998年）
- 怪談新耳袋「旅館」「死神」「スクープ」「手形」（BS-i）

### ドキュメンタリー
- キズナのチカラ/熱血書道教師と新しい書道の形（2008年）

### メイキング
- 映画「理由」メイキング/理由が映画になった理由
- 映画「死びとの恋わずらい」メイキング（2000年）
- ルーズソックス日記（1997年）
- 「太陽娘と海」メイキング（1998年）

### ビデオ
- 82分署/Rebirth（マクザム、1996年）
- Zero WOMAN/消せない記憶（マクザム、1997年）
- 女子高生コンクリート詰め殺人事件 -壊れたセブンティーンたち（東京計画、1995年）
- アルティメット・クライシス 金田一智子のア・ブ・ナ・イ仕事（東京計画、1995年）